# Vordere Kesselschneid
Le Vordere Kesselschneid est un sommet des Alpes, à 2 001 m d'altitude, dans le Kaisergebirge, et en particulier le point culminant du chaînon du Zahmer Kaiser, en Autriche (land du Tyrol).